# Tourba d'Ahmed Khodja
La tourba d'Ahmed Khodja (arabe : تربة أحمد خوجة) est un mausolée tunisien situé dans la kasbah de Tunis, sur la rue Sidi Ben Ziad.
Cet édifice est classé monument historique par un décret datant du 25 janvier 1922.

## Localisation
La tourba d'Ahmed Khodja est située à proximité de la mosquée Youssef Dey et du mausolée de Sidi Ali Ben Ziyad.

## Histoire
Le mausolée est construit à l'initiative du dey Ahmed Khodja, l'inscription en arabe situé sur la façade du monument datant l'achèvement des travaux en 1647.

## Architecture
Sa façade en grès coquillé, donnant sur la place de la Kasbah, est orientée vers l'ouest. Trois arcatures aveugles ornées de fenêtres à barreaux embellissent la façade, où est également scellée l'inscription de la fondation du monument. Cette inscription en cursive ottomane, écrite en arabe, est un poème funéraire en cinq lignes avec des motifs floraux turquisants qui séparent les hémistiches.
L'intérieur de la tourba présente un vestibule richement décoré avec des banquettes, suivi d'une petite cour menant à la salle funéraire. Celle-ci, de forme carrée, est surmontée d'une coupole reposant sur des trompes cannelées. Elle est encadrée par une galerie dotée d'arcs en plein cintre outrepassé, reposant sur des colonnes couronnées de chapiteaux de style hafside. Les murs inférieurs de la salle sont revêtus de carreaux de céramique polychromes de type « empreinte de patte de lion », fabriqués à Qallaline.
Le revêtement de plâtre sculpté orné de motifs géométriques et floraux recouvre les parties supérieures de la salle funéraire, y compris les tympans, les arcs, le tambour et la calotte ; des claustras en plâtre découpé avec des vitraux colorés ferment les quatre fenêtres du tambour. Une pièce annexe, adjacente à la salle funéraire et accessible depuis le côté sud, est éclairée par une fenêtre munie d'un grillage.
Le dôme de la tourba, reposant sur un tambour octogonal, est recouvert de petites tuiles vertes vernissées.